# Xestospongia arenosa
Xestospongia arenosa är en svampdjursart som beskrevs av van Soest och de Weerdt 200. Xestospongia arenosa ingår i släktet Xestospongia och familjen Petrosiidae. Inga underarter finns listade i Catalogue of Life.